# Arsienij Tarkowski
Arsienij Aleksandrowicz Tarkowski (ros. Арсений Александрович Тарковский, ur. 12 czerwca?/25 czerwca 1907 w Jelizawietgradzie, zm. 27 maja 1989 w Moskwie) – radziecki poeta i tłumacz, ojciec reżysera filmowego Andrieja Tarkowskiego.

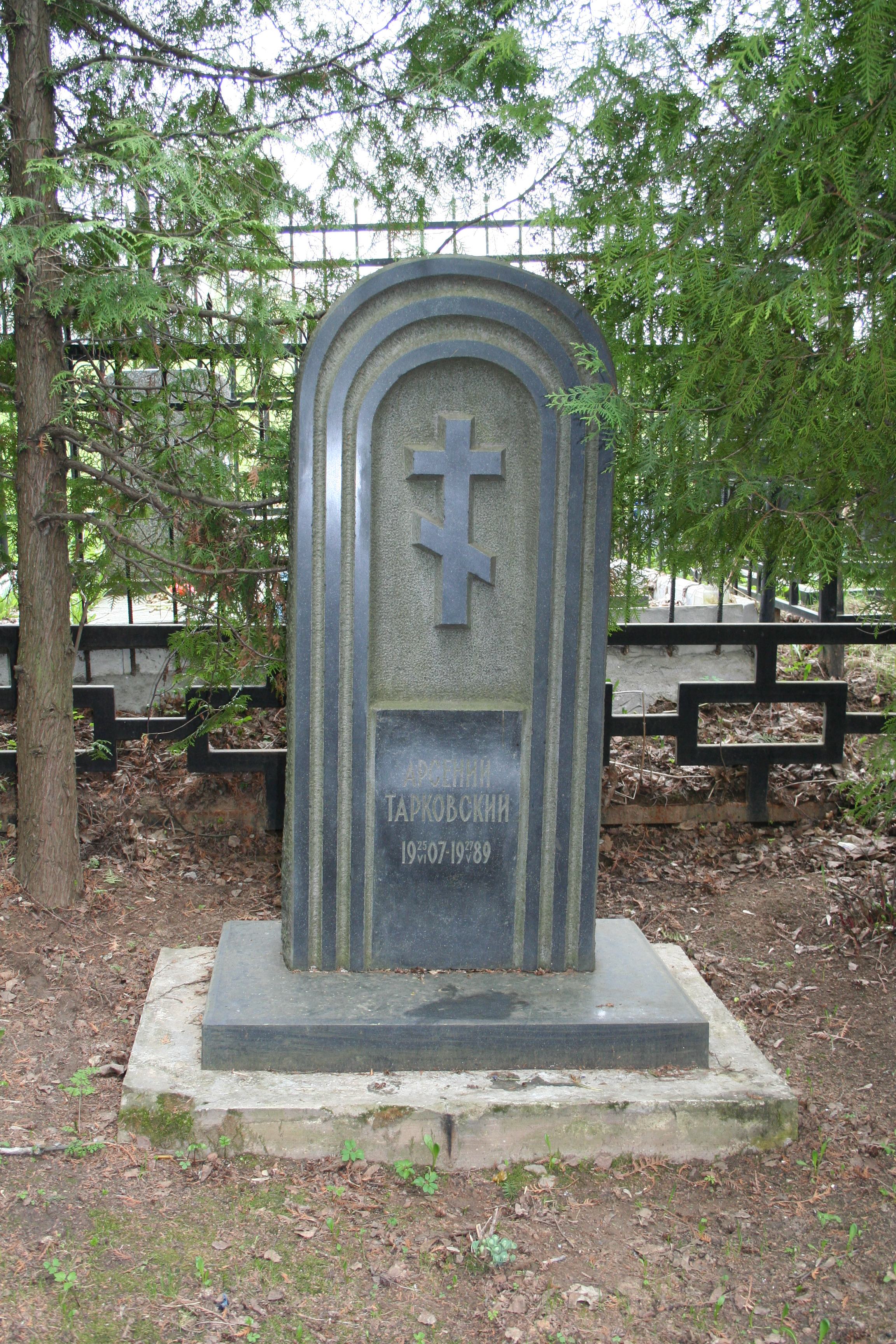
Grób Tarkowskiego
na cmentarzu Pieriediełkino

## Życiorys
Urodził się w rodzinie urzędnika bankowego. Jego ojciec Aleksander (1862–1924) pochodził z polskiej rodziny szlacheckiej, był związany z Narodnikami, występował w teatrze amatorskim.
W 1921 Arsienij wraz z przyjaciółmi opublikował w miejscowej gazecie akrostych, w którym ukryte było nazwisko Lenina. Autorzy tegoż zostali aresztowani, Arsienijowi udało się uciec z transportu skazańców.
W 1924 przeniósł się do Moskwy, gdzie prowadził w gazecie kolejarskiej „Gudok” dział redakcyjny pisany wierszem.
W latach 1925–1929 studiował literaturę na Wyższych Państwowych Kursach Literackich. W tym czasie tłumaczył poezje z języków turkmeńskiego, gruzińskiego, ormiańskiego i arabskiego.
W roku 1940 został członkiem Związku Pisarzy Radzieckich.
W październiku 1941 został ewakuowany z Moskwy do Kazania, stąd do Czystopola. Zgłosił się na ochotnika do wojska i został korespondentem frontowym gazety „Bojewaja triewoga”. W grudniu 1943 został raniony pociskiem w nogę, z czego wywiązała się zgorzel gazowa. Przeszedł sześć zabiegów chirurgicznych.
Do końca życia zajmował się przekładami z literatury krajów Bliskiego Wschodu. Jego pierwszy zbiór własnych wierszy, „Przed śniegiem” ukazał się w roku 1962.

## Dzieła (wybór)
- Перед снегом – Przed śniegiem (1962);
- Земле земное – Ziemi – co ziemne (1966);
- Вестник – Zwiastun (1969);
- Стихотворения – Poematy (1974);
- Зимний день – Dzień zimowy (1980);
- Избранное – Dzieła wybrane (1982);
- Стихи разных лет – Poematy z różnych lat (1983);
- От юности до старости – Od młodości do starości (1987)
- Благословенный Свет – Błogosławiona światłość (1993 – pośmiertnie).

## Odznaczenia[1]
- Order Czerwonej Gwiazdy (styczeń 1943)
- Order Przyjaźni Narodów (1977)
- Order Wojny Ojczyźnianej 1 klasy
- Order Czerwonego Sztandaru Pracy (1987)